# Очуры
Очуры (хак. Очур) — село в Алтайском районе Хакасии, в России,  расположено на левом берегу реки Енисей, в 63 км от райцентра, села Белый Яр. Расстояние до ближайшей ж.-д. ст. Абакан - 91 км, одноименного аэропорта — 95 км.
Население: 2055 чел. (01.01.2004).

## История
Село образовано в 1737 г. В нач. 20 в. население быстро росло за счет переселенцев с Украины и центральных районов России. 
В 1930-е село насчитывало ок. 700 дворов. В 1933 г. образован колхоз «Енисей». 
1 мая 1955 года по инициативе красных партизан, участников Очурского боя И. Е. Егорова, Т.К. Нежурина и П.А. Кухты, был воздвигнут памятник на месте боя. На мемориальной доске перечислены погибшие: Белозеров Ф.П., Горячев П., Панченко Д., Гончаров С.А., Кухта И.Ф., Кухта С.И.,  Кирьян П., Колыхалов П., Леонтьев К., Нежурин М.Д., Милюков М., Мальчиков М., Никонов П., Небылицин И., Поков В., Полещук А.Е., Смелянец Н., Сухарев И., Сосновский Ф., Точков И., Тончаев С., Фоменко А., Хандогин П., Сун-Тянь, Худоногов Н., Попельницкий К., Прокопьев В. 
В 1970 г. колхоз преобразован в совхоз «Очурский». 
В 1992 г. совхоз реорганизован в АОЗТ «Очурское» — производство мяса, молока, зерновых, подсолнечного масла, шерстяных изделий. В числе др. предприятий: ОАО «Очурское ХПП» — первичная обработка и хранение зерна, Очурское лесничество — производство пиломатериалов, выращивание саженцев лесных пород. В селе находится средняя школа, ДК, участковая больница, дом быта, детский сад.

## Население
| 2002 | 2010  | 2013  |
| ---- | ----- | ----- |
| 1925 | ↗1997 | ↗2067 |

## Очурский бой

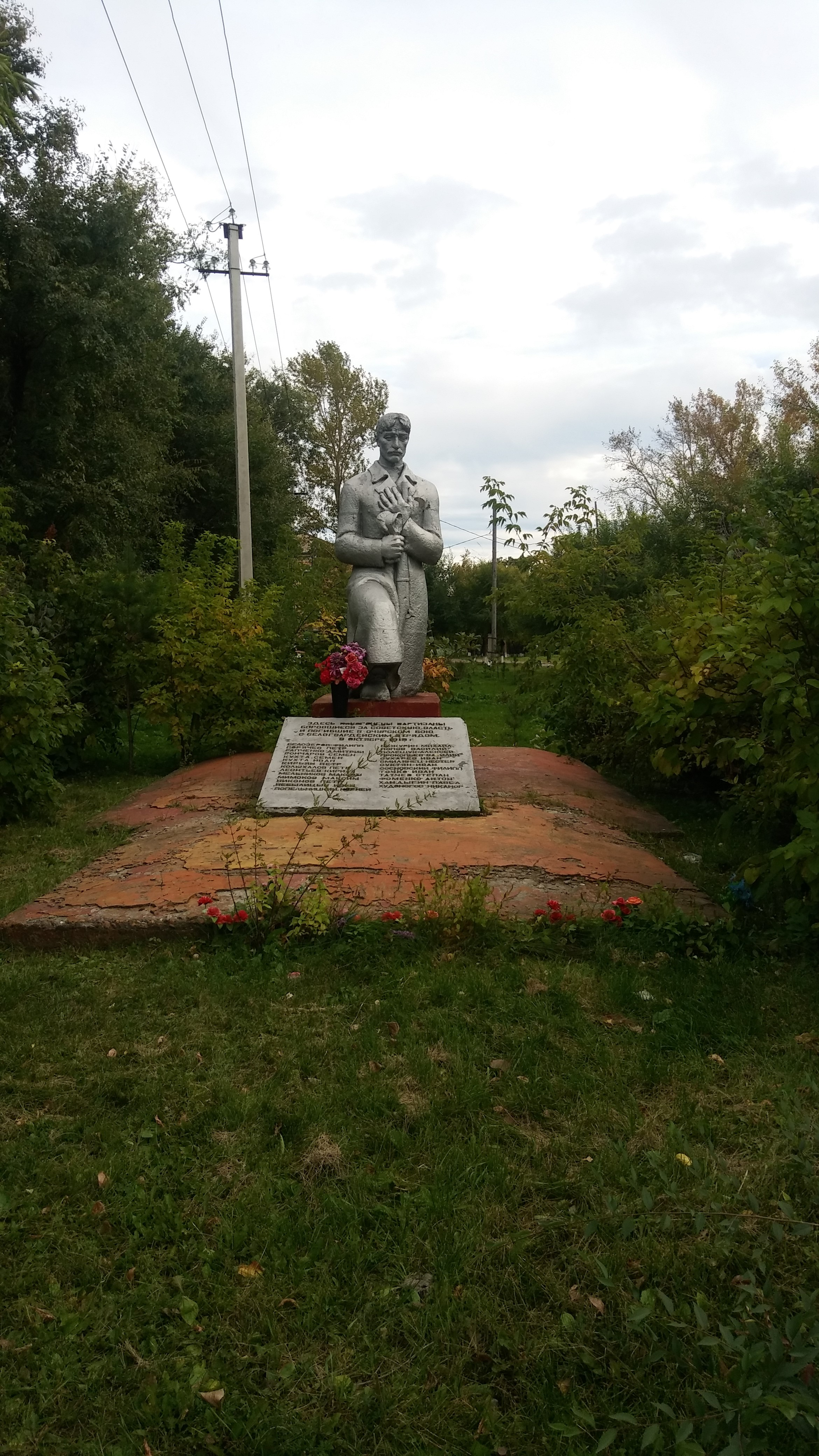
Братская могила партизан

Очурский бой произошёл между партизанами и колчаковцами в районе с. Очуры Минусинского уезда между 28 и 30 октября 1919 г. В соответствии с общим планом боевых действий Тальскому полку была поставлена задача развивать наступление в район Абаканского железоделательного завода с выходом в тыл основных сил белого Минусинского фронта. Командование 3-го батальона 28 октября 1919 г. перебросило на левый берег реки 250 бойцов, занявших с. Очуры. К ним присоединился отряд староочурских и новомихайловских крестьян численностью от 150 до 300 чел. во главе с  тов. А. Кобяковым. На следующий день белые попытались выбить партизан из села. Красные отбили атаки колчаковцев. Но когда к противнику подошли подкрепления и численность его возросла до 1 тыс. бойцов, белые перешли к наступательным действиям. В бою на стороне белогвардейцев участвовали сформированные енисейскими казаками «инородческие» дружины из числа хакасов. Отряд местных крестьян, в панике оставив фронт, ушёл в сторону Летника и Означенного, а прижатый к берегу батальон  тов. Егорова был вынужден эвакуироваться. Отбив атаки колчаковцев, красные под прикрытием находившихся на острове Егорова и 40 партизан ночью переправились на правый берег реки Енисей. При этом 3 лодки с ними утонули. Убитыми и ранеными со стороны партизан были, по одним данным, 25 чел, а по другим — 50 убитыми и 20 ранеными.
В неравной  схватке погибло 27 партизан, ранено 45. Родственники убитых и жители села Очуры похоронили в братской могиле борцов, павших за освобождение родных мест от колчаковцев .

## Ботанический памятник
Ботанический памятник природы республиканского значения в Койбальской степи.  Площадь - 1199 га. Образован решением Хакасского облисполкома от 21.07.1988 г. № 164. Создан для охраны островного бора в степи. Основной лесообразующей породой является сосна обыкновенная, сопутствующие породы — кедр и лиственница. На территории бора выделяют две зоны: зона активного отдыха (сбор грибов, ягод) и зона прогулочного отдыха. Использование лесных насаждений бора в рекреационных целях требует соответствующих мер охраны.